# Sportiva Sturla
El Sportiva Sturla es un club italiano de natación con sede en Génova.

## Historia
El club fue fundado en 1920 en la ciudad de Génova. En los años de su fundación tenía un buen equipo waterpolo que consiguió el scuddeto de 1923.
Posee la estrella de oro del Comité Olímpico Nacional Italiano (CONI) al mérito deportivo.
Su principal objetivo es la natación y el waterpolo.

## Palmarés de waterpolo
- 1 vez campeón del campeonato de Italia de waterpolo masculino (1923)